# الدوري اليوغوسلافي الأول 1986–87
الدوري اليوغوسلافي الأول 1986–87 هو الموسم 58 من الدوري اليوغوسلافي الدرجة الأولى. أقيم خلال الفترة 10 أغسطس 1986 وحتى 14 يونيو 1987، وأشرف على تنظيمه اتحاد صربيا لكرة القدم، وكان عدد الأندية المشاركة فيه 18، وفاز فيه نادي بارتيزان.